# Maekawa Taiki
Taiki Maekawa (sinh ngày 22 tháng 7 năm 1979) là một cầu thủ bóng đá người Nhật Bản.

## Sự nghiệp câu lạc bộ
Taiki Maekawa đã từng chơi cho Honda, Vegalta Sendai và Sony Sendai.